# Districte de Le Blanc
El Districte de Le Blanc és un dels quatre del departament francès de l'Indre a la regió del Centre-Vall del Loira. Té 6 cantons i 56 municipis. El cap del districte és la sotsprefectura de Le Blanc.

## Cantons
- cantó de Bélâbre
- cantó de Le Blanc
- cantó de Mézières-en-Brenne
- cantó de Saint-Benoît-du-Sault
- cantó de Saint-Gaultier
- cantó de Tournon-Saint-Martin